# Asado gitano

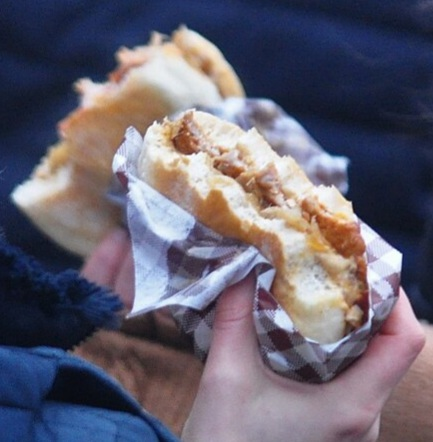
Cigánska pečienka

El asado gitano (en eslovaco: cigánska pečienka, abreviado y coloquialmente cigánska) es un plato típico de comida rápida eslovaca y un manjar en ferias, fiestas de la cosecha de vino o mercados navideños. La comida también recibe el sobrenombre de "hamburguesa eslovaca". Son trozos de carne machacados (lomo desde el cuello, cuello, panceta magra de cerdo o como alternativa al pollo) marinados al menos durante la noche y fritos en grasa (manteca de cerdo o aceite) con cebollas, que se coloca en una žemľa grande caliente engrasado y frotado con mostaza.

## Historia
Según su nombre, el asado gitano tiene su origen en la cocina gitana y es también su plato típico. En el pasado, la comida se preparaba con motivo de las celebraciones del Primero de Mayo en Checoslovaquia.